# Louis-Edmond Hamelin
Louis-Edmond Hamelin (Saint-Didace, 21 marzo 1923 – 11 febbraio 2020) è stato un geografo canadese.
Docente all'Università di Laval dal 1951, pubblicò nel 1969 un pregevole volume geografico sinottico sul Canada, di cui rimane uno dei più grandi studiosi al mondo.